# هنري سباركس
هنري سباركس (بالإنجليزية: Henry Sparks)‏ هو شخصية أعمال أسترالي، ولد في 1845، وتوفي في 21 أكتوبر 1900.